# Strymon avalona
Strymon avalona is een vlinder uit de familie van de Lycaenidae. De wetenschappelijke naam van de soort werd als Thecla avalona in 1906 gepubliceerd door Wright.